# Carlos Cavazo
Carlos Cavazo (Città del Messico, 8 luglio 1957) è un chitarrista heavy metal messicano naturalizzato statunitense.
È noto per aver fatto parte dei Quiet Riot per oltre 22 anni a sostituzione di Randy Rhoads; dal 1981 al 2003, fino a quando la band si sciolse. Quando il cantante Kevin DuBrow riformò la band nel 2005, egli non venne incluso nella formazione. Attualmente fa parte della formazione dei Ratt a sostituzione di John Corabi. È il fratello minore del bassista Tony Cavazo.

## Biografia
Nato nella Città del Messico, Messico, l'8 luglio 1957 formò la sua prima band assieme a suo fratello Tony, chiamata Speed of Light. Egli col fratello si spostarono poi a Los Angeles nella band Snow, che realizzò una demo. Nel 1981 entrerà nel nuovo progetto di Kevin DuBrow, ex cantante dei Quiet Riot, gruppo fondato già nel 1975, ma che dopo la pubblicazione di due album (Quiet Riot nel 1977 e Quiet Riot II nel 1978), finì per sciogliersi nel 1979 a causa dell'abbandono del noto chitarrista Randy Rhoads, che aderirà al progetto solista di Ozzy Osbourne. Cavazo entrerà nella band dal 1981 assieme al fratello Tony. Tony però verrà presto sostituito dal vecchio bassista Rudy Sarzo già nei primi mesi del 1982. Fu proprio con il ritorno di Sarzo che la band riprese il nome di Quiet Riot.
C.Cavazo resterà nella band fino al 2003, quando la band si sciolse. Quando il cantante Kevin DuBrow riformò la band nel 2005, egli non venne incluso nella formazione.
Nel 2002 partecipa al progetto solista di Paul Shortino (ex cantante dei Quiet Riot); i Paul Shortino's The Cutt, con l'album Sacred Place (2002).
In tempi recenti ha fondato il super gruppo 3 Legged Dogg con Jimmy Bain al basso (ex Dio, Wild Horses, Kate Bush e Rainbow), Vinny Appice alla batteria (ex Dio e Black Sabbath), Chas West alla voce (Bonham e Lynch Mob) e Brian Young alla chitarra (David Lee Roth). Il gruppo ha pubblicato un album; Frozen Summer nell'agosto 2006 per la Perris Records.
Poco dopo gli stessi membri intrapresero assieme il progetto Hollywood Allstarz, una cover band. Nel 2008 Cavazo venne chiamato in causa dallo storico gruppo hair metal Ratt, nel quale sostituì John Corabi.

## Discografia

### Con i Quiet Riot

#### Album in studio
- 1983 Metal Health
- 1984 Condition Critical
- 1986 QRIII
- 1988 Quiet Riot
- 1993 Terrified
- 1995 Down to the Bone
- 1999 Alive and Well
- 2001 Guilty Pleasures

#### Raccolte
- 1990 Winners Take All
- 1996 Greatest Hits
- 1999 Super Hits
- 2000 The Collection
- 2005 Live & Rare Volume 1
- 2005 New and Improved

### Con i Ratt
- 2010 Infestation

### Altri Album
- Varii artisti - Hear 'n Aid (1985)
- Paul Shortino's The Cutt - Sacred Place (2002)
- 3 Legged Dogg - Frozen Summer (2006)

### Tribute album
- 1998 Forever Mod: Portrait Of A Storyteller (Album tributo a Rod Stewart)
- 1998 Thunderbolt: A Tribute To AC/DC (Album tributo agli AC/DC)